# Oskar-Fredriksborg
Oskar-Fredriksborg è un'area urbana della Svezia situata nel comune di Vaxholm, contea di Stoccolma.
La popolazione risultante dal censimento 2010 era di 722 abitanti.